# Shandong (portaerei)
La Shandong o Tipo 002 secondo la classificazione cinese, è una portaerei STOBAR di fabbricazione cinese ed in servizio con la Marina militare cinese a partire dal 2019. 
Imparentata con la Liaoning, unità portaerei di progetto e costruzione sovietica della quale eredita parte del disegno dello scafo e della configurazione del ponte di volo, la Shandong è de facto la prima nave di questa categoria interamente progettata e realizzata dall'industria navale cinese. 
Caratterizzata da una serie di modifiche migliorative rispetto alla Liaoning da cui deriva, presenta una vela dalle linee stealth, radar AESA e spazi di rimessa dei velivoli più ampi. È stata impiegata come banco di prova per lo sviluppo e la maturazione delle tecniche di costruzione impiegate per la produzione della portaerei Fujian.

## Storia[5]
La conoscenza e l'esperienza acquisite con l'attività svolta nell'ambito dei lavori di recupero e reporting del Varyag divenuto poi Liaoning, ha consentito alla cantieristica cinese di raggiungere, intorno al 2011-2012, la capacità di produrre portaerei. Nel novembre del 2013 la China Shipbuilding Industry Corporation iniziò la progettazione di un'unità di questa categoria di navi, ovviamente ispirata alla Liaoning. La costruzione iniziò nel marzo del 2015 nel cantiere navale di Dalian. Il varo della portaerei, designata con la sigla Type 001A (ma ancora senza nome), ebbe luogo il 26 aprile 2017, e dopo il completamento dell'allestimento, che avvenne nel novembre dello stesso anno, la nave fu battezzata Shandong (nome di una delle province cinesi). Il 17 aprile 2018 furono accesi i motori per la prima volta cominciando, cinque giorni dopo, le prove in mare nel Mar Cinese Orientale che furono suddivise in 4 fasi. A marzo 2019, sono stati testati sistemi avionici, radar e di comunicazione, mentre nel mese di maggio dello stesso anno, le immagini hanno evidenziato impronte di pneumatici sul ponte, prova evidente che i test di atterraggio e decollo dei velivolo da combattimento sono stati effettuati. Dopo questo ciclo di prove la nave ha fatto ritorno nel porto di Dalian, dove è stata sottoposta alla verniciatura e dove ha condotto una prova di rifornimento da una nave cisterna, per poi ritornare a fare un ultimo ciclo di prove dal 27 al 31 maggio. Il 15 novembre 2019, durante il suo nono ciclo di prove in mare, la nave ha imbarcato alcuni caccia J-15 per iniziare i test di decollo ed appontaggio.
Il 17 dicembre 2019, con una cerimonia presso la base navale di Sanya-Yulin sull'isola di Hainan, la nave è entrata ufficialmente in servizio con la Marina cinese, dopo aver ricevuto il numerale 17 e la bandiera di guerra dal presidente Xi Jinping.

## Caratteristiche[5]

Lunga 315 m (10,5 metri in più della Liaoning), larga 75 (come la Liaoning), con un dislocamento a pieno carico valutato in 65000 t (quindi leggermente superiore al predecessore). L'isola mantiene la configurazione generale della precedente portaerei (anche se, anteriormente dispone di due centri di comando situati su due ponti diversi anziché di uno solo come sul Liaoning); è tuttavia più corta di cinque metri a tutto vantaggio del ponte di volo che, anche grazie alla maggiore lunghezza della nave, ha una superficie leggermente superiore. Migliorati anche il posizionamento dei sistemi d'arma e dei sensori, più avanzati rispetto a quelli imbarcati sulla portaerei prototipica. I CIWS poppieri sono stati eliminati lasciando maggiore spazio per la movimentazione degli aerei sul ponte di volo, che dispone di un trampolino con inclinazione modificata a 12° contro i 14° di quello che caratterizza la sezione prodiera del Liaoning. Soprattutto è stata ampliata l'aviorimessa; ciò, assieme all'eliminazione delle piazzole per i CIWS, permetterà di ricoverare un maggior numero di velivoli (a seconda dei modelli, per ora solo il caccia pesante J-15, versione indigena del russo Su-33), rispetto ai 24 della Liaoning, cui vanno aggiunti 12 elicotteri, 4 dei quali AEW.

## Propulsione[5]
L'apparato propulsivo, ritenuto simile a quello del Liaoning, è costituito da 8 caldaie producenti il vapore impiegato da 4 gruppi turboriduttori in grado di erogare una potenza di circa 200.000 cavalli di potenza, che dovrebbe essere in grado di far raggiungere alla nave una velocità di 30/31 nodi (contro i 29 nodi del Liaoning) e un'autonomia di 4.400 miglia.

## Elettronica di bordo[5]
Come accennato, anche armi e sensori presentano sensibili differenze rispetto alla portaerei ex russa ricostruita. Per quanto riguarda la dotazione elettronica, l'apparato principale è il radar 3D in banda S/C del tipo phased array attivo (AESA) con 4 facce planari fisse Tipo 346B Star of the Sea (Dragon Eye secondo la classificazione 
NATO), che è una versione migliorata del Type 346 del Liaoning. Sviluppato dal 14° Research Institute di Nanchino, unitamente al China Electronics Technology Group (CETG) nell'ambito del programma SAPARS (Ship-born Scrive Phased Array Radar System) avviato alla fine degli anni '80 e installato sui nuovissimi cacciatorpediniere classe Renhai Type 055. Quest'apparato, che ha una portata strumentale compresa tra 500 e 600 chilometri, oltre che per la ricerca aerea e di superficie è utilizzato anche (in banda C) nell'ambito dell'impiego dei missili superficie-aria HHQ-9 e HHQ-10. Le quattro antenne piana di fisse, sono protette da pannelli rettangolari piatti in materiale dielettrico dotati di sistema di raffreddamento utilizzante liquidi (anziché ad aria come sul precedente modello).
Sulla sommità dell'alberatura è presente l'antenna rotante a due facce piane del radar tridimensionale da scoperta navale Tipo 382, molto simile al russo MR-760 Fregat M2EM (Top Plate in codice Nato).

## Armamento[5]
La difesa antiaerea/antimissile di punto a bassa quota è invece affidata a 3 lanciatori brandeggiabili a 24 celle per missili sup/aria HHQ-10 e da 3 CIWS HPJ-14 da 30mm per il cortissimo raggio. L'HHQ-10 presente a prua in due esemplari è un sistema simile all'americano Raytheon RIM-116 RAM, è un missile (derivato dall'aria-aria TY-90) lungo due metri e con diametro di 120mm, dotato di un sistema di guida passivo del tipo radar timing (che richiede comunque l'illuminazione in banda C del radar della nave nella fase dell'attacco) associato ad un sistema infrared homing. Il missile ha una velocità pari a Mach 2,5, una gittata compresa tra 500 m e 9 km nei confronti di bersagli subsonici e maggiore di 6 km per quelli supersonici. Il sistema, che ha un tempo di reazione di 6-8 secondi, può operare anche in modalità completamente automatica. Il CIWS HPJ-14 (Type 1130) da 30 mm (munizionamento russo 30x165) per la difesa ravvicinata, presente a prua in un esemplare sul lato dritto e due a poppa, è un'evoluzione dell'HPJ-12 (installato sui cacciatorpediniere Type 51 e 52) rispetto al quale dispone di una mitragliera a 11 canne rotanti con cadenza di tiro teorica massima di 10.000 colpi al minuto, anziché un'arma a 7 canne rotanti con cadenza teorica massima di 4.000 colpi al minuto.

## Servizio
Dopo le prove in mare (che secondo alcune fonti non sarebbero ancora ufficialmente concluse) la nave è diventata operativa il 17 dicembre 2019 ed assegnata al porto di Hainan. 
La nave ha assunto il numerale 17 (successivo al 16 della Liaoning) ed ha effettuato una crociera dimostrativa nello stretto di Taiwan.
Attorno alla nave è stato costituito un gruppo da battaglia composto dalle navi di scorta e rifornimento, e che ha preso il mare verso sud, quindi nella zona tra le isole Paracel e le isole Spratly, il 5 maggio 2020 per esercitazioni e per "confrontarsi con un gruppo da battaglia della US Navy" operante in zona. La portaerei non ha comunque, così come la Liaoning, un gruppo aereo così numeroso da tenere testa ad una portaerei USA e non è ancora chiaro al momento del suo ingresso in servizio quali saranno i requisiti con i quali verranno scelti gli ufficiali in comando delle due portaerei, cosa che influirà sul loro impiego addestrativo ed operativo.
A fine giugno 2020 i caccia multiruolo imbarcati J-15 hanno effettuato operazioni di decollo ed appontaggio nell'ambito del primo rischieramento operativo nel Mar Cinese Meridionale. Durante questa prima crociera operativa, gli aerei hanno effettuato decolli ed appontaggi in configurazione pulita, senza alcun tipo di ordigno sui piloni subalari.